# Rupert Gregson-Williams
Rupert Gregson/Williams (12 de outubro de 1966) é um compositor de trilhas de cinema nascido na Inglaterra. Irmão do também compositor Harry Gregson-Williams.

## Filmografia
- 2002 - Thunderpunts
- 2006 - Click
- 2006 - Os Sem-Floresta
- 2007 - Bee Movie
- 2016 - Hacksaw Ridge
- 2016 - A Lenda de Tarzan
- 2017 - Mulher-Maravilha
- 2018 - Aquaman